# Phyllodesma ambigua
Phyllodesma ambigua is een vlinder uit de familie van de spinners (Lasiocampidae). De wetenschappelijke naam van de soort is voor het eerst geldig gepubliceerd in 1901 door Staudinger & Rebel.